# Alain Jakubowicz
Alain Jakubowicz, manchmal auch Alain Jacubowicz, Alan Yaacobovich, Alain Yakobovitz und Alan Yakubovich (* vor 1972), ist ein Filmeditor und Produktionsleiter.

## Leben
Jakubowicz war in seiner bisherigen Berufslaufbahn bei über 70 Filmen für den Schnitt verantwortlich, unter anderem in der Teenagerkomödie Eis am Stiel (1978) mit Yiftach Katzur, im Horrorfilm Texas Chainsaw Massacre 2 (1987) mit Dennis Hopper, im Actionfilm Quatermain II – Auf der Suche nach der geheimnisvollen Stadt (1987) mit Richard Chamberlain und Sharon Stone, im Actionfilm Runaway Jane – Allein gegen alle (2001) mit Teri Hatcher und im Thriller Blind Horizon – Der Feind in mir (2003) mit Val Kilmer. Viele seiner Filme entstanden unter den Produzenten Menahem Golan und Yoram Globus.
Außerdem ist Jakubowicz als Produktionsleiter tätig, zum Beispiel bei Masters of the Universe (1987) mit Dolph Lundgren. Seltener wirkt er als Filmregisseur, zum Beispiel im Mystery-Action-Thriller Tornado – Tödlicher Sog (2004) mit Daniel Bernhardt.

## Filmografie

### Filmschnitt (Auswahl)
- 1972: Weder bei Tag noch bei Nacht (Lo B'Yom V'Lo B'Layla)
- 1978: Eis am Stiel Eskimo Limon)
- 1980: Star Rock (The Apple)
- 1985: Eis am Stiel 6 – Ferienliebe (Harimu Ogen)
- 1986: America 3000 (America 3000)
- 1986: Invasion v(om Mars (Invaders from Mars)
- 1986: Texas Chainsaw Massacre 2 (The Texas Chainsaw Massacre Part 2)
- 1987: Quatermain II – Auf der Suche nach der geheimnisvollen Stadt (Allan Quatermain and the Lost City of Gold)
- 1987: Shy People – Bedrohliches Schweigen (Shy People)
- 1993: Cold Heart – Der beste Bulle von L.A. (No Place to Hide)
- 1997: Showdown (Top of the World)
- 1998: The Sweeper – Land Mines (Sweepers)
- 1998: Träume bis ans Ende der Welt (Digging to China)
- 1999: Simon Sez
- 2000: Crocodile
- 2001: Runaway Jane – Allein gegen alle (Jane Doe)
- 2001: The Body
- 2001: The Order
- 2003: Blind Horizon – Der Feind in mir (Blind Horizon)
- 2004: Tornado – Tödlicher Sog (Nature Unleashed: Tornado)
- 2004: Unstoppable
- 2005: Submerged
- 2005: Sharkman – Schwimm um dein Leben (Hammerhead)
- 2006: Zombies (Wicked Little Things)
- 2007: Kill Bobby Z
- 2008: Train – Nächster Halt: Hölle (Train)
- 2020: Seized – Gekidnappt (Seized)

### Produktionsleiter
- 1987: American Fighter II – Der Auftrag (American Ninja 2: The Confrontation)
- 1987: Masters of the Universe
- 1987: Barfly
- 1987: Harte Männer tanzen nicht (Tough Guys Don't Dance)
- 1988: Braddock – Missing in Action 3 (Braddock: Missing in Action III)
- 1988: Gor
- 1988: Schwarzer Sommer (Haunted Summer)
- 1989: Die Reise zum Mittelpunkt der Erde (Journey to the Center of the Earth)

### Regisseur
- 1983: Ovdim Al Ha'Olam
- 2003: Air Marshals – Horrorflug ins Ungewisse (Air Marshal)
- 2004: Tornado – Tödlicher Sog (Nature Unleashed: Tornado)

### Produzent
- 1990: Object of Desire